# Pterygotrigla leptacanthus
Pterygotrigla leptacanthus är en fiskart som först beskrevs av Günther, 1880.  Pterygotrigla leptacanthus ingår i släktet Pterygotrigla och familjen knotfiskar. Inga underarter finns listade i Catalogue of Life.